# Suchy Bór (województwo wielkopolskie)
Suchy Bór – osada leśna w Polsce położona w województwie wielkopolskim, w powiecie poznańskim, w gminie Pobiedziska.
W latach 1975–1998 miejscowość administracyjnie należała do województwa poznańskiego.